# Jan Husták

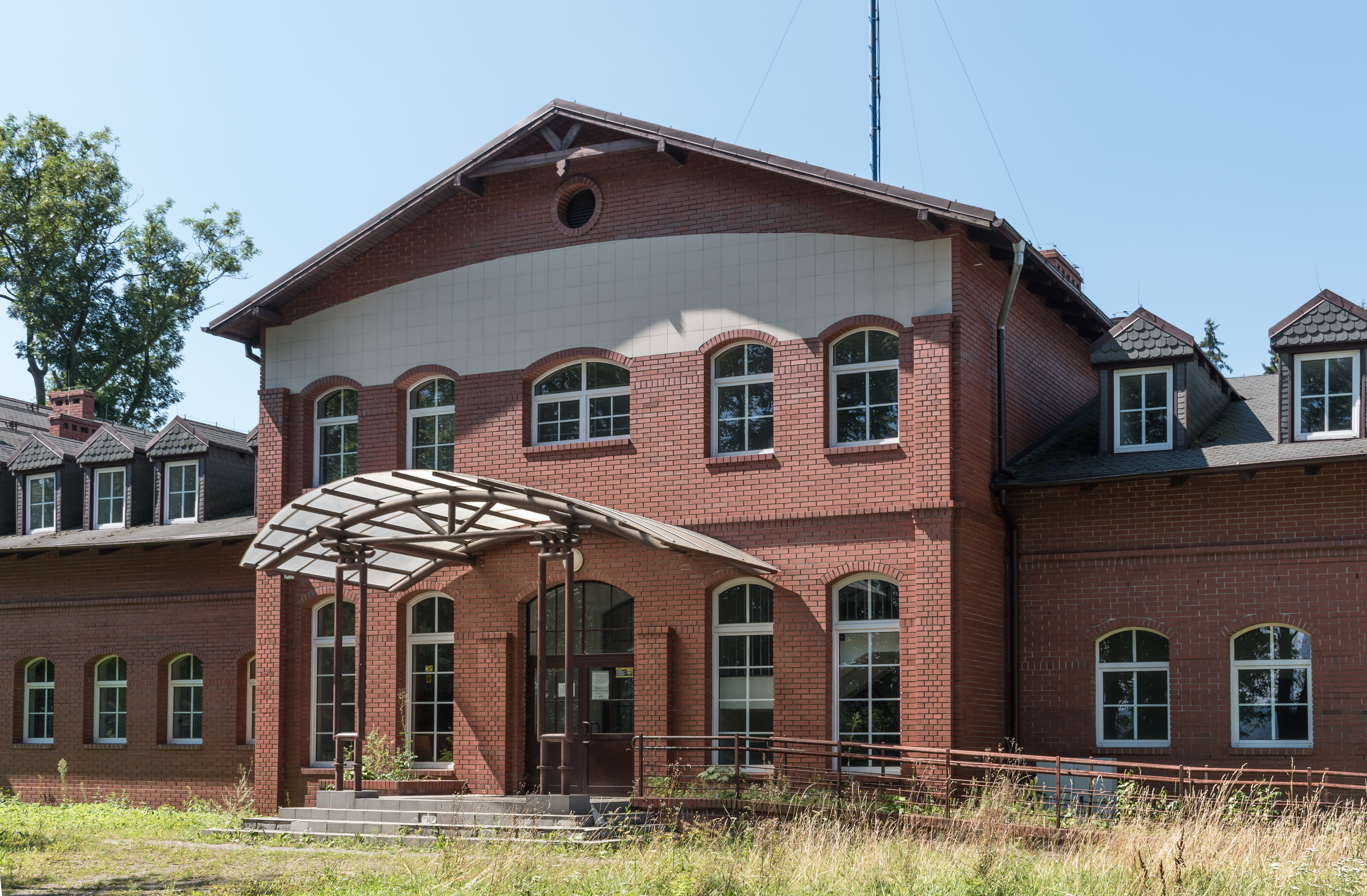
Nádražní budova v polské železniční stanici Międzylesie (2017)

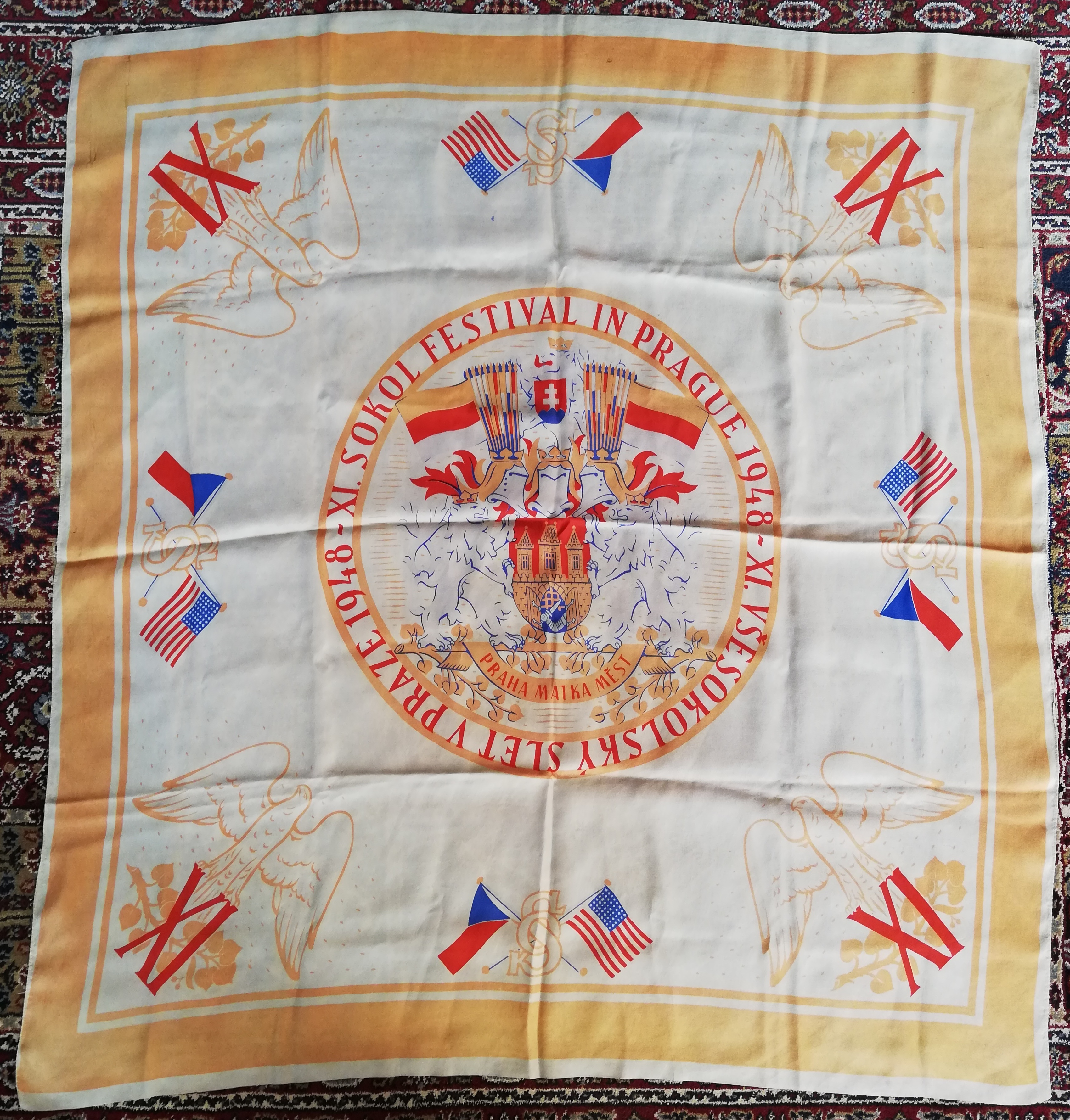
XI. Všesokolský slet 1948 – hedvábný šátek se sokolskými a pražskými motivy

Jan Husták (17. října 1892 Komňa - 20. října 1962, Říčany u Prahy) byl právník, vládní rada (po druhé světové válce náměstek ředitele) československých státních drah a funkcionář Sokola (ČOS). Za protektorátu se zapojil do II. odboje, byl zatčen v rámci Akce Sokol a po druhé světové válce na podzim 1948 vyloučen z ČOS.  

## Život
Jan Husták se narodil 17. října 1892 v obci Komňa v okrese Uherské Hradiště. Po absolvování středoškolských studií na gymnáziu v Olomouci zahájil ve školním roce 1913/1914 studium na Právnické fakultě Univerzity Karlovy v Praze. Po vypuknutí první světové války byl v roce 1914 nucen nastoupit do vojenské služby a následně jej armáda odeslala bojovat do Polska, Haliče, Karpat a na italskou frontu. Po skončení první světové války pracoval jako výpravčí a přednosta stanice na tehdejší česko-německé hranici ve stanici Mittelwalde (Mezilesí, dnes: Międzylesie, Polsko). Vysokoškolská studia, přerušená účastí v první světové válce, dokončil Jan Husták v roce 1921 (titul JUDr.).
V roce 1928 odešel JUDr. Jan Husták pracovně do Prahy, aby zde zastával funkci vládního rady Československých státních drah na ředitelství drah (spadalo pod ministerstvo železnic). Nedlouho poté se spolu se svojí rodinou přestěhoval do Říčan u Prahy.
V Československé obci sokolské (ČOS) zastával funkci vzdělavatele Sokola Radošovice, od roku 1937 byl prvním náměstkem starosty (místostarostou) Sokolské župy Středočeské Jana Podlipného a byl též členem předsednictva ČOS.
Po nastolení Protektorátu Čechy a Morava (po 15. březnu 1939) se zapojil do domácího sokolského protiněmeckého odboje. V rámci rozsáhlé hromadné protisokolské zatýkací Akce Sokol, kterou inicioval Reinhard Heydrich a která se uskutečnila v noci ze 7. na 8. říjen 1941, byl zatčen. Po zatčení (8. října 1941) byl až do 14. ledna 1942 držen v policejní věznici gestapa v Malé pevnosti v Terezíně. Dne 15. ledna 1942 byl deportován do koncentračního tábora v Osvětimi. Tady byl vězněn až do 2. června 1942, kdy byl (jako jeden z mála českých sokolských činovníků zde vězněných) propuštěn na svobodu. Do vlasti se vrátil koncem roku 1942.

Vězeňská identifikační trojfotografie Jana Hustáka (vězeň číslo 25 622) v Osvětimi
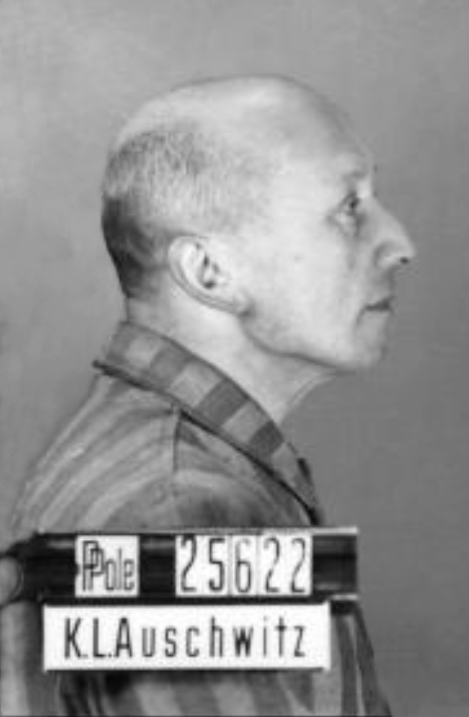
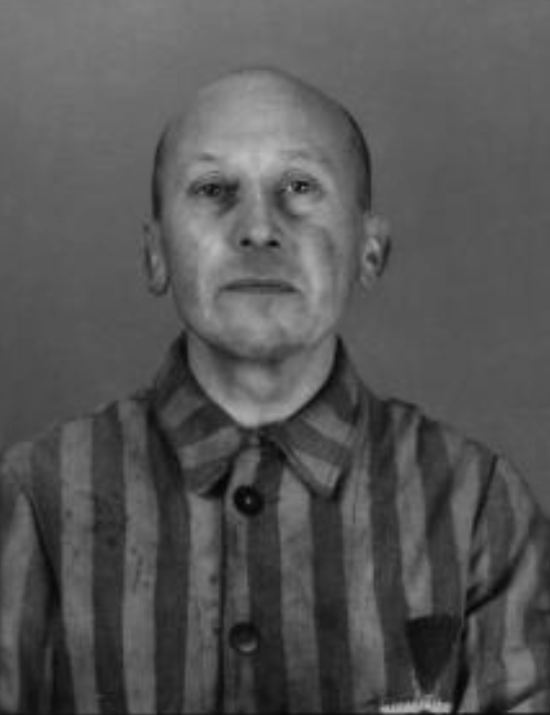
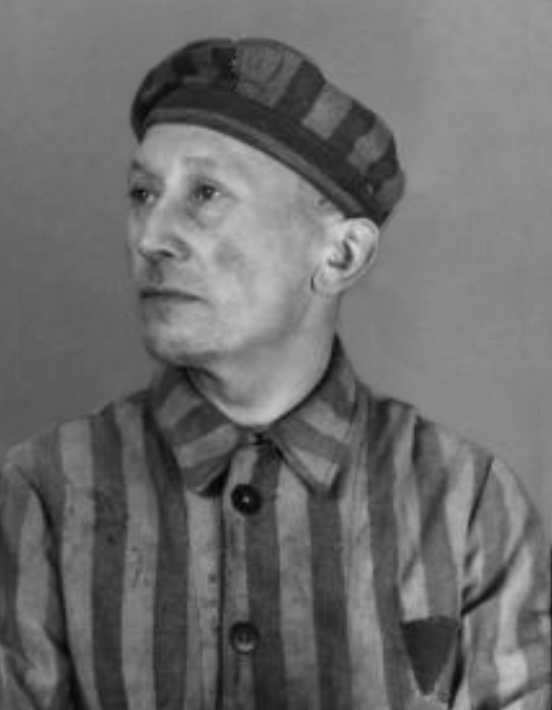

Po skončení druhé světové války pracoval nějaký čas v Hospodářském družstvu v Říčanech a byl zvolen do říčanského revolučního národního výboru. Později navázal na svoji předchozí pracovní kariéru a stal se náměstkem ředitele Československých státních drah. Během svého působení na ředitelství pražských drah pomáhal například organizačně zajišťovat odvoz cvičenců na XI. všesokolský slet (konal se od 19. do 27. června 1948) a k výročí úmrtí T. G. Masaryka (Masyryk zemřel 14. září 1937) organizoval přímé vlaky z Říčan do Lán. JUDr. Jan Husták se po skončení druhé světové války opět chopil práce v sokolské organizaci. Do roku 1947 byl členem předsednictva ČOS, dle vykonával funkci předsedy dopravního odboru ČOS a byl členem uměleckého odboru ČOS. Mimoto byl i důvěrníkem Sokolských žup Komenského, Pražské–Scheinerovy a Dr. Jindry Vaníčka. Po komunistickém „vítězném“ únoru 1948 byl rozhodnutím takzvaného sokolského akčního výboru v říjnu 1948 vyloučen ze sokolské organizace.
JUDr. Jan Husták zemřel 20. října 1962 v Říčanech u Prahy ve věku 70 let.